# Gare d'Orivesi
La Gare ferroviaire d'Orivesi (en finnois : Oriveden rautatieasema) est une gare ferroviaire finlandaise située à Orivesi.

## Situation ferroviaire
La gare est située à la jonction de la voie ferrée Orivesi–Jyväskylä et de la voie ferrée Tampere–Haapamäki.